# I nuovi mandarini. Gli intellettuali e il potere in America
I nuovi mandarini. Gli intellettuali e il potere in America (American Power and the New Mandarins) è la prima opera di carattere politico del linguista e accademico statunitense Avram Noam Chomsky pubblicata nel 1969 a New York e tradotta lo stesso anno in italiano.

## Genesi dell'opera
American Power and the New Mandarins è una raccolta di saggi composta prevalentemente nel 1968 sulla base di rielaborazioni di conferenze circa il dibattito sulla Guerra del Vietnam e sull'imperialismo americano a cui Chomsky ha partecipato nel corso dei tre-quattro anni precedenti. L'opera riprende argomenti già trattati da Chomsky nell'articolo The Responsibility of Intellectuals, pubblicato il 23 febbraio 1967 su "The New York Review of Books" (a sua volta revisione di un discorso tenuto ad Harvard e pubblicato su "Mosaic" nel giugno del 1966).

## Temi
La tesi principale dell'autore verte sulla responsabilità intellettuale e sull'operato dei "Nuovi Mandarini", quei giornalisti e accademici americani che influenzano le scelte politiche e interpretano gli avvenimenti storici, formulandone rappresentazioni viziate nell'ottica del predominio statunitense. In questo contesto il bersaglio principale di Chomsky è rappresentato dagli studiosi di scienze sociali e dai comportamentisti, già coinvolti con il linguista in accesi dibattiti in campo psicologico-cognitivo, ora accusati di organizzare una società guidata dal potere della conoscenza scientifica.
Nel contesto di indottrinamento intorno alla Guerra Fredda e al ruolo degli Stati Uniti d'America nello scacchiere internazionale, il coinvolgimento militare nel Vietnam palesa l'incapacità degli americani di imporre la loro forma di dominio istituzionale e sociale. L'autore critica l'approccio tecnocratico di quegli intellettuali che, assistendo al progredire della disfatta, mutano il loro atteggiamento da sostenitori ad oppositori dell'intervento in seguito ad una mera valutazione materiale delle conseguenze. Tanto nelle analisi di questioni attuali quanto in quelle del passato, Chomsky considera infatti moralmente inaccettabile discutere tematiche di ordine etico secondo una prospettiva puramente distaccata.
Il libro estende la propria indagine anche ad altri temi non strettamente connessi al conflitto del Vietnam. Un'ampia parte del saggio Obiettività e cultura liberale tratta del ruolo degli intellettuali liberali nel racconto della rivoluzione sociale durante la Guerra Civile Spagnola. Secondo Chomsky uomini come lo storico ispanista Gabriel Jackson mostrano quanto sia difficile per loro riconoscere il peso storico delle rivoluzioni spontanee per timore di perdere il controllo sulla società. Chomsky sostiene inoltre che tali posizioni hanno accomunato, oltre a governi di altre potenze, fazioni tra loro divergenti come quella dei nazionalisti e dei comunisti con l'obiettivo di impedire il rafforzarsi di una rivoluzione apolitica di stampo anarchico-sindacalista. 
Altro argomento chiave nell'opera è quello dell'ideologia imperialista esaminato nel saggio Il pacifismo rivoluzionario di A.J. Muste: lo sfondo della guerra del Pacifico, nel quale Chomsky considera estremamente importante la dottrina pacifistica di Abhram Johannes Muste per l'analisi politica e morale che essa esprime sullo sfondo del conflitto tra giapponesi e americani prima e durante la Seconda Guerra Mondiale. Chomsky concorda nel definire pacifista rivoluzionario colui che rinuncia alla ricchezza e al potere derivanti da un sistema fondato sulla forza per sostenere la lotta delle masse nella ricerca di un mondo meno violento. Per l'autore esistono inoltre dei punti irremovibili nell'analisi dell'imperialismo statunitense passato che restano ancora validi nel contesto del Vietnam. 
L'ultimo grande tema di fondo riguarda la resistenza civile ed è trattato nei saggi Sulla resistenza e Ancora sulla Resistenza. Dapprima contrario, Chomsky guarda poi con fiducia al fermento sociale degli anni 60' del XX sec. soffermandosi sulla marcia al Pentagono dell'ottobre 1967 in occasione della quale è stato arrestato. Il linguista è ostile ad ogni forma di violenza e ritiene oltremodo inutile cimentarsi contro le meglio organizzate forze governative, ma propone una resistenza continua dell'intera popolazione secondo diverse forme purché non violente. Chomsky rintraccia nel rifiuto alla leva la migliore tipologia di protesta proprio perché permette al libero cittadino di non compromettersi in azioni governative ritenute criminali. Auspica quindi la nascita di un'organizzazione capillare di sostegno alla resistenza con la più ampia base sociale possibile in aiuto a coloro che rifiutano di prestare servizio nel Vietnam.